# إغناثيو برييتو
إغناثيو برييتو (بالإسبانية: Ignacio Prieto) هو لاعب كرة قدم ومدرب كرة قدم تشيلي في مركز الدفاع، ولد في 23 سبتمبر 1943 في سانتياغو في تشيلي. شارك مع منتخب تشيلي لكرة القدم. أما مع النوادي، فقد لعب مع ستاد لافال ونادي أونيفرسيداد كاتوليكا ونادي ليل وناسيونال مونتيفيديو.

## وصلات خارجية
- إغناثيو برييتو على موقع الاتحاد الدولي (مؤرشف)  (الإنجليزية)
- إغناثيو برييتو على موقع قاعدة بيانات كرة القدم.إي يو (الإنجليزية)
- إغناثيو برييتو على موقع ناشيونال فوتبول تيمز (الإنجليزية)
- إغناثيو برييتو على موقع Soccerway.com (الإنجليزية)
- إغناثيو برييتو على موقع عالم كرة القدم.نت (الإنجليزية)
- إغناثيو برييتو على موقع GSA (الإنجليزية)